# Nikos Androulakis
Nikos Androulakis (Candia, 7 febbraio 1979) è un politico greco, presidente del Movimento Socialista Panellenico dal 12 dicembre 2021 ed europarlamentare dal 2014 al 2023.

## Biografia
Nato a Candia, in Grecia, si laurea in ingegneria civile. Ha lavorato nel settore turistico oltreché aver tenuto dei corsi alla scuola di pedagogia ed educazione tecnologica ad Atene. 
Nel 2001 diventa membro dell'ala giovanile del Movimento Socialista Panellenico (PASOK), all'interno del quale viene eletto nel 2013 come membro del comitato politico centrale.
Nel 2014 viene eletto al Parlamento europeo all'interno del gruppo parlamentare S&D entrando a far parte della commissione per gli affari esteri.
Nel 2021 assume la carica di presidente di PASOK in seguito alla morte della presidente in carica Fofi Gennimata.